# Акопов, Борис Нодарович
Борис Нодарович Акопов (30 марта 1985, Балашиха) — российский кинорежиссёр, сценарист, композитор и монтажёр.

## Биография
Родился 30 марта 1985 года в Балашихе, Московская область.
Учился в Московской государственной академии хореографии, откуда был исключён за поджог.
В 2003 году окончил Школу классического танца Ледяха, Геннадия Васильевича.
Служил в Большом театре, театре «Кремлёвский балет», театре классического балета Н. Касаткиной и В. Васильева.
В 2016 завершил обучение на режиссёрском факультете Всероссийского государственного института кинематографии им. С. А. Герасимова (мастерская игрового фильма А. А. Эшпая и В. А. Фенченко). После университета на 36-м Международном студенческом фестивале ВГИК к/м «Рай» был признан лучшей дипломной работой режиссёра в игровом фильме.
В 2019 году фильм Бориса Акопова «Бык» получил Гран-при на 30-м Открытом российском кинофестивале «Кинотавр».

## Фильмография

### Режиссёр
- 2016 — Рай
- 2019 — Бык
- 2022 — Кэт
- 2024 — На автомате

### Сценарист
- 2016 — Рай
- 2019 — Бык
- 2022 — Кэт

### Композитор
- 2016 — Рай
- 2019 — Бык
- 2022 — Кэт

### Монтажёр
- 2016 — Рай
- 2019 — Бык
- 2022 — Кэт

## Награды
- 2019 — Гран-при фестиваля «Кинотавр» (фильм «Бык»).[3]